# آلین (شهرک)
آلین (به لاتین: Alleen) یک شهرک در نروژ است که در نروژ جنوبی واقع شده‌است. آلین ۳٫۹۳ کیلومتر مربع مساحت و ۴٬۹۰۱ نفر جمعیت دارد و ۹ متر بالاتر از سطح دریا واقع شده‌است.